# Kirby Bellars
Kirby Bellars est une paroisse civile et un village du Leicestershire, en Angleterre.